# Projecte del Canal d'Energia Solar

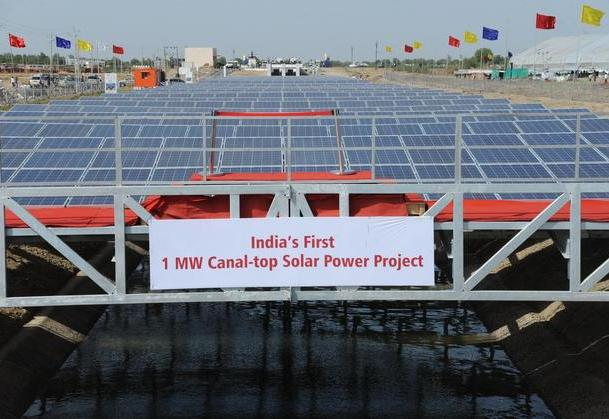
El canal a Kadi.

El Projecte del Canal d'Energia Solar és un projecte llançat a Gujarat, Índia per utilitzar els 19000 km. de la xarxa de canals de l'estat de Narmada per a generar electricitat mitjançant plaques solars. El projecte, encarregat a SunEdison India, va ser el primer d'estes característiques al país.

## Inauguració del projecte pilot
Narendra Modi, en la seua etapa com a Ministre en cap de l'estat de Gujarat, va inaugurar un projecte pilot d'1 Megawatt (MW) el 24 d'abril de 2012. El projecte està situat al canal de la branca de Narmada, a prop del poble de Chandrasan, Kadi taluka, al districte de Mehsana.
Es preveia que el projecte pilot generaria 1 MW d'energia neta a l'any i també evitaria l'evaporació de 9.000.000 de litres d'aigua al canal. El projecte elimina pràcticament el requisit d'adquirir grans extensions de terra i limita l'evaporació d'aigua dels 750 metres que mesura el canal.

## Enginyeria i construcció
El projecte tingué un pressupost de 177,1 milions de rúpies, pels volts dels 2 milions i mig de dòlars. El cost per megawatt d'energia produïda era menor que el de les plantes solars normals, ja que s'hi produïen estalvis en la creació d'infraestructura bàsica o l'adquisició de terrenys.
Això també implica que 42 quilòmetres quadrats de terra es podrien conversar i 20.000 litres d'aigua es podrien estalviar.